# 新庄之宮神社
新庄之宮神社（しんじょうのみやじんじゃ）は、広島県広島市西区大宮一丁目にある神社である。
神社は、正慶年間（1332年～1334年）に紀州熊野神社の分霊をこの地に勧請したものと伝えられている。爆心地からは2.9kmの距離に位置し、社殿は広島市の被爆建造物に指定されている。「大芝町」バス停から徒歩5分。
新庄之宮の社叢は広島県指定文化財に指定されている。社叢は常緑広葉樹と落葉広葉樹の木々からなり、その中には高さ30mにもなる夫婦楠が含まれる。特に夫婦楠は市内有数の巨樹であり、かつては中心部から北へと向かう人々の目印となっていたとされる。